# Atomic Fire Records
La Atomic Fire Records è stata un'etichetta discografica indipendente tedesca, che si occupa di musica rock. 
Fondata nel 2020, è specializzata in ambito power metal e, in misura minore, progressive metal e rock progressivo.

## Storia
È stata fondata da Markus Steiger, ex amministratore delegato della Nuclear Blast  dal 2007 al 2018, quando lasciò a causa di un momento di crisi. 
Nel 2020 Steiger si rilanciò, producendo l'album dei Primal Fear Metal Commando, che fu un discreto successo, e in quello stesso anno fondò l'etichetta Atomic Fire, grazie all'aiuto di altri ex dirigenti della Nuclear Blast.
L'inizio di questa nuova avventura fu molto fortunato, e già nel 2021 la neonata etichetta ebbe modo di mettere sotto contratto band quali Opeth, Amorphis e Sonata Arctica.
Nel 2022 a queste si aggiunsero gruppi quali Michael Schenker Group, Helloween e Mystic Circle.
Le band che in questo biennio si unirono agli Atomic Fire annunciarono di non aver ricevuto un'offerta dai nuovi proprietari della Nuclear Blast per un rinnovo del loro contratto.
Nel gennaio 2024, a seguito di un periodo di crisi, Atomic Fire e la sublabel Fireflash sono state assorbite da Reigning Phoenix Music, sancendo la fine delle due etichette come entità indipendenti.

## Artisti principali

### Attuali
- Amorphis
- Angra
- Athena
- Bloodywood
- Cemetary
- CoreLeoni
- Eliene
- Epica
- Helloween
- Incite
- Jag Panzer
- Lacrimosa
- Lordi
- Meshuggah
- Mystic Circle
- Michael Schenker Group
- Opeth
- Power Paladin
- Primal Fear
- Rage Behind
- Seventh Storm
- Skull Fist
- Sonata Arctica
- Suasion
- The 69 Eyes
- U.D.O.
- White Stones